# Столът
Стòлът е село в Северна България, община Севлиево, област Габрово.

## География
Село Столът се намира на 29 km запад-северозападно от центъра на град Габрово, 15 km югозападно от град Севлиево и 12 km север-североизточно от град Априлци. Разположено е в северната част на Черновръшки рид, на около 3 km южно от село Градница и от река Видима и на около километър източно от вливащата се във Видима Граднишка река (Боазка река). Климатът е умереноконтинентален, а почвите в землището са предимно светлосиви горски. Надморската височина в центъра на селото е около 404 m, на север към възвишението Бърдото (517,8 m) нараства до към 470 – 480 m, а на юг и югоизток намалява до около 380 – 400 m.
През Столът минава общинският път GAB1165, водещ на юг през село Боазът към град Априлци, а на север през селата Душево и Сенник – към Севлиево.
Населението на село Столът, наброявало 750 души при преброяването към 1934 г., намалява до 334 към 1992 г. и наброява 224 (по текущата демографска статистика за населението) към 2019 г.
При преброяването на населението към 1 февруари 2011 г., от обща численост 238 лица, за 166 лица е посочена принадлежност към „българска“ етническа група, за 3 – към „турска“, за 67 – към ромска и за останалите няма данни в източника.

## История
Към 1934 г. село Столът (Граднишки колиби) се състои от махалите: Дукяните, Дундевци, Кънчевска, Маринчевска, Мишевска, Наневска, Неделковска и Стойчевска.

### Църква „Свети Георги“
Църквата „Свети Георги“ в село Столът е построена през 1859 година. За построяването ѝ е издаден ферман от Видинския валия Мохамед, но ферманът е загубен. Пръв предстоятел за строежа на църквата е бил Свещеник Петко Начев, който е свещенодействал около 15 години в собствената си къща. През 1865 година до църквата е построена сграда, която е ползвана за хамбари, в които се събирала храната от населението. След това те са преградени и използвани за училище. Църковната камбанария е построена през 1908 година.
В църквата „Свети Георги“ в Столът рисуват дебърските майстори Ненчо и Наум Илиеви. Зографите оставят надпис над един от южните прозорци: „Пріложіха, Колю Баичиувъ, Стойно Досюв, Авраамъ Петровъ, Денчо Петрув 1879 рукописаха Ненчу, ѝ, Наумъ Илїеви Дебралій“. В храма двамата рисуват стенописи на тавана и в прозоречните ниши. Забележителен е образът на Свети Роман Сладкопевец.

### Училище
Народното основно училище в село Столът документално съществува от 1888 г. като начално училище с една паралелка, в която са се обучавали децата на село Столът (тогава Граднишки колиби), Душевски колиби и махала Боаза. В началото не е имало училищна сграда и децата са се обучавали в частни къщи. От разговори с възрастни хора се установява, че обучението е започнало в периода 1870 – 1876 г., като поради липса на учители е било прекъсвано. През 1888 г. хамбар е преустроен в училище. От 1896 – 1897 г. обучението се води от двама редовни учители, които са открили и вечерно училище за ограмотяване на младежите, подлежащи на военна служба. През 1910 г. е построена сграда за начално училище в махала Боаза – за децата от този район, което от 1924 г. е основно училище, районно за Столът, Млечево и махала Душевски колиби. На 16 януари 1937 г. започват занятията в построената в село Столът през 1935 и 1936 г. нова двуетажна училищна сграда с общежитие, трапезария и баня. От 1975 г. училището се преобразува в училище-интернат за трудни за възпитание ученици от Габровско. От 1992 г. училището е преименувано на Социално-педагогически интернат (СПИ) – село Столът. За периода 2000 – 2006 г. трайно намалява броят на учениците и през 2007 г. училището се закрива.

### Читалище
Народното читалище „Младежки труд“ е основано през 1914 г. През 1962 – 1972 г. се построява нова сграда с читалищен салон, където има специално помещение и за библиотека.

### Потребителна кооперация
През 1904 г. се създава дружество с името „Земеделска спестовно заемателна каса“ – по подобие на кооперациите тип „Райфайзен“, преобразувано по-късно в Кредитна кооперация „Единство“ – село Столът за влогонабиране и кредитиране на членовете си. След края на Втората световна война се решава да се въведат потребителни отдели. На първо време се отворя едно малко магазинче, в което да се продават и доставят най-необходимите стоки на населението. Впоследствие се построяват модерна плодосушилня, модерна ракиджийница и шест модерни магазина за продажба на всички видове стоки за населението от този балкански край. Открива се и ресторант. Цялата търговска дейност в селото и съставните села се извършва от кооперацията, като дейността ѝ се изразява в следното: търговия на дребно, изкупуване на селскостопански произведения, обществено хранене, изваряване на ракии за частни стопани, хлебопроизводство и месодобив. От 1958 г. има наименование Потребителна кооперация „Единство“. През 1980 г. кооперацията е ликвидирана в съответствие с решение за реорганизиране на дейността и ликвидиране на потребителните кооперации.

### ТКЗС
Трудово кооперативно земеделско стопанство (ТКЗС) – село Столът се основава на 15 септември 1957 г. Реформите в селското стопанство през следващите години превеждат първоначалното ТКЗС през организационните форми Държавно земеделско стопанство, Аграрно-промишлен комплекс и техни структурни подразделения. От 8 октомври 1991 г. земеделското стопанство се преименува отново в Трудово кооперативно земеделско стопанство – село Столът, с решение от 1 октомври 1992 г. Габровският окръжен съд прекратява и обявява в ликвидация стопанството и назначава ликвидационен съвет по § 13 от Преходни и Заключителни разпоредби на ЗСПЗЗ, а през 1995 г. по разпоредби в ЗСПЗЗ е прекратена дейността на ликвидационния съвет и стопанството е заличено от регистъра на окръжния съд.

### Дом за инвалиди и лежащо болни лица
През 1960 г. в село Столът се открива "Дом майка и дете”, в който са настанявани деца, останали без родители. От 1964 г. домът се прехвърля в село Гъбене, а в сградата в Столът, намираща се в западната част на селото, се открива „Дом за инвалиди“. В него се приемат стари хора мъже и жени, които не могат сами да се обслужват и нямат близки или други роднини, които да се грижат за тях. В първите години след откриването на дома са приемани инвалиди от цялата страна, а от 1969 г. – само жители на Габровски и Ловешки окръзи. От 1978 г. домът е категоризиран като Дом за инвалиди и лежащи болни лица, обслужващ Габровски и Плевенски окръзи, а няколко години по-късно – като Дом от болничен тип за лица над 16 години. От 1994 г. домът в село Столът е категоризиран като Дом за лица с физически увреждания над 18 години. По-късно домът има наименование „Център за настаняване от семеен тип за пълнолетни лица с физически увреждания“ – село Столът.

### Общинска здравна служба
Здравният участък в село Столът е открит през 1924 г. Обслужвал се е от фелдшер. След 9 септември 1944 г. дейността на вече здравната служба в селото се разширява. Тя се грижи не само за лекуване и даване на първа медицинска помощ, но и за профилактичните мерки против заболяванията, хигиената на селото, ваксинациите, имунизациите и други. Здравната служба се ръководи от лекар и оказва първа помощ на бременни и родилки. От 1948 г. здравната служба се помещава в сградата на дома за инвалиди в селото. Лекарите и персоналът на здравната служба обслужват и дома за инвалиди по съвместителство.

## Обществени институции
Село Столът към 2020 г. е център на кметство Столът..
В село Столът към 2020 г. има:
- действащо читалище „Младежки труд – 1956“;[21][22]
- православна църква „Свети Георги“;[23]
- пощенска станция.[24]
- Център за настаняване от семеен тип за пълнолетни лица с физически увреждания.[17]

## Забележителности
В селото има паметник на загиналите във войните (1912 – 1918 г.).